# Амьен 1899 (шашечный турнир)
Турнир в Амьене по стоклеточным шашкам («Grand Tournoi International de Dames d’Amiens. Championnat.») прошёл со 2 по 5 апреля 1899 года, собрав сильнейших игроков Франции того времени.

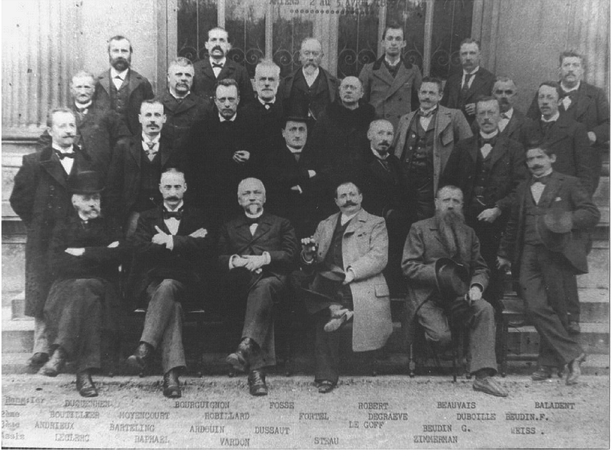
Амьен 1899. Коллективная фотография участников турнира.

## Турнир
Турнир имел статус международного, но в нём приняли участие исключительно французские игроки. Убедительную победу в турнире одержал Исидор Вейс. После Амьенского турнира за ним надолго закрепляется слава сильнейшего игрока Франции и мира. Вейс оставил позади себя победителей предыдущих международных турниров: Луи Рафаэля (2-е место), Луи Бартелинга и Анатоля Дюссо (поделили 3-4 места). Эжен Леклерк, победитель турнира в Марселе 1895 года, остался на седьмом месте. В шашечной литературе широко распространено представление, согласно которому турнир 1899 года в Амьене явился первым официальным чемпионатом мира по международным шашкам, и часто именно от него отсчитывают срок обладания Исидором Вейсом чемпионским титулом. Эта версия была широко распространена уже в начале 20 века. По крайней мере, в 1912 году её посчитал необходимым опровергнуть на страницах ежемесячника «Le Damier Universel» президент Французской шашечной федерации Феликс-Жюль Бользэ, согласно которому Вейс официально был признан чемпионом мира только в 1906—1907 годах коллективным решением шашечного сообщества Франции. В турнире же действительно разыгрывался чемпионский титул, но не чемпиона мира, а чемпиона турнира. В любом случае несомненно, что по своему значению турнир 1899 года в Амьене роль чемпионата мира сыграл. Определённое историческое значение имели статьи регламента турнира, подробно расписывавшие обязанность чемпиона-победителя турнира принять вызов на матч из трёх партий за звание чемпиона, если вызов будет направлен до 1 января 1900 года. Если вызов не последует, то чемпион должен был сохранить свой титул до следующего чемпионата. Правом на вызов воспользовались Рафаэль, Дюссо и Леклерк. У Рафаэля и Дюссо Вейс выиграл матчи с одинаковым счётом +2=1, а Леклерк смог добиться с Вейсом ничейного счёта =3.

## Ход турнира
Турнир проводился в два этапа. На первом квалификационном этапе, проходившем в первый день турнира, 30 участников были разбиты на 6 групп, внутри каждой из которой были проведены турниры. Игроки, занявшие первые два места в каждой группе, попадали в турнир первой финальной группы, а игроки, занявшие следующие два места, попадали в турнир второй финальной группы. Затем в каждой из финальных групп проводился круговой турнир соответственно за 1-12 и 13-24 призы. Один из игроков (Ardoin), попавший в первую финальную группу, не смог продолжить турнир, и турнир первой финальной группы прошёл при 11 участниках. Во второй финальной группе по разным причинам не стали играть четыре игрока, и турнир прошёл при восьми участниках.

### Таблица турнира первой финальной группы
| Место | Участник      | 1   | 2   | 3   | 4   | 5   | 6   | 7   | 8   | 9   | 10  | 11  | ИГР | Выигр. | Ничьи | Пораж. | Очки |
| ----- | ------------- | --- | --- | --- | --- | --- | --- | --- | --- | --- | --- | --- | --- | ------ | ----- | ------ | ---- |
| 1     | Исидор Вейс   |     | 1 2 | 2 1 | 1 2 | 1   | 1 2 | 1 2 | 2   | 1 2 | 2   | 1 2 | 20  | 11     | 11    | 9      | 31   |
| 2     | Луи Рафаэль   | 1 0 |     | 1 2 | 1 2 | 1 2 | 1 2 | 2 1 | 0 2 | 1   | 2   | 2   | 20  | 10     | 8     | 2      | 28   |
| 3-4   | Луи Бартелинг | 0 1 | 1 0 |     | 1 2 | 0   | 1   | 2 0 | 2   | 2 0 | 2 1 | 2   | 20  | 8      | 6     | 6      | 22   |
| 3-4   | Анатоль Дюссо | 1 0 | 1 0 | 1 0 |     | 2 1 | 0 1 | 1   | 1 2 | 1 2 | 1 2 | 2   | 20  | 6      | 10    | 4      | 22   |
| 5-6   | Дегрев        | 1   | 1 0 | 2   | 0 1 |     | 1 2 | 1 2 | 0 1 | 1 0 | 1 2 | 2 0 | 20  | 6      | 9     | 5      | 21   |
| 5-6   | Циммерман     | 1 0 | 1 0 | 1   | 2 1 | 1 0 |     | 1 0 | 1 2 | 2   | 1   | 1 2 | 20  | 5      | 11    | 4      | 21   |
| 7     | Эжен Леклерк  | 1 0 | 0 1 | 0 2 | 1   | 1 0 | 1 2 |     | 1 2 | 2 1 | 1   | 2 0 | 20  | 5      | 10    | 5      | 20   |
| 8     | Ив ле Гоф     | 0   | 2 0 | 0   | 1 0 | 2 1 | 1 0 | 1 0 |     | 1 2 | 0 2 | 1 2 | 20  | 5      | 6     | 9      | 16   |
| 9     | Гастон Буден  | 1 0 | 1   | 0 2 | 1 0 | 1 2 | 0   | 0 1 | 1 0 |     | 0 1 | 0 2 | 20  | 3      | 8     | 9      | 14   |
| 10    | Жорж Баледен  | 0   | 0   | 0 1 | 1 0 | 1 0 | 1   | 1   | 2 0 | 2 1 |     | 0 1 | 20  | 2      | 9     | 9      | 13   |
| 11    | Фернан Буден  | 1 0 | 0   | 0   | 0   | 0 2 | 1 0 | 0 2 | 1 0 | 2 0 | 2 1 |     | 20  | 4      | 4     | 12     | 12   |

12-й приз получил Ardoin.

### Результаты турнира второй финальной группы
13-й приз — Beauvais
14-й приз — Vardon
15-й приз — Robert
16-17-й призы — Fossé, Boutillier
18-й приз — Bourguignon
19-й приз — Andrieux
20-й приз — Fertel